# Genitus et mutatus
Genitus et mutatus sont des suffixes utilisés dans le nom d'un nuage pour indiquer son origine ou sa transformation. 
Le suffixe genitus est utilisé pour désigner un nuage qui se développe quand des prolongements plus ou moins importants, attenants ou non, à un nuage d'origine deviennent des nuages d'un genre autre que celui du nuage d'origine. Par exemple, un stratocumulus cumulogenitus est un stratocumulus provenant des extensions nuageuses autour d'un cumulonimbus.
Mutatus est plutôt un suffixe utilisé pour indiquer qu'une partie importante ou que la totalité d'une nuage est le siège d'une transformation interne le faisant passer d'un genre à un autre. Par exemple, un altocumulus castellanus qui prend de l'ampleur pour devenir un nuage d'orage à base élevée sera appelé (alto)cumulonimbus altocumulomutatus. 